# Luther Allison
Luther Allison (Widener, 17 agosto 1939 – Madison, 12 agosto 1997) è stato un chitarrista statunitense blues.

## Biografia
Dalla originaria Widener nell'Arkansas la famiglia si trasferì a Chicago, Illinois, nel 1951. Prima di questo trasferimento aveva imparato a suonare la chitarra da autodidatta, ed aveva iniziato ad ascoltare gli autori blues. Nel 1954 iniziò a farsi vedere nei blues club di Chicago con la speranza di essere invitato da qualcuno a suonare sul palco. Riuscì a suonare con la band di Howlin' Wolf e con James Cotton.
La grande occasione gli si presentò nel 1957, quando Muddy Waters lo invitò a salire sul palco insieme a lui. Grazie a quell'incontro Allison iniziò a suonare nel circuito dei club blues tra la fine degli anni cinquanta e i primi anni sessanta, e registrò il suo primo singolo nel 1965. Firmò quindi un contratto con la Delmark Records nell'autunno del 1967, e nel 1969 realizzò il suo album di debutto, Love me Mama. La sua esibizione all'Ann Arbor Blues Festival del 1969 riscosse un buon successo, e per questo venne invitato alle tre seguenti edizioni del festival. Andò in tournée lungo tutti gli Stati Uniti e nel 1972 venne ingaggiato dalla Motown Records, uno dei pochi artisti blues ad esservi riuscito.
Dalla metà degli anni settanta iniziò ad andare in tour anche in Europa, e grazie al riscontro positivo del pubblico si trasferì in Francia nel 1977, dove si stabilì per i seguenti quindici anni. Allison era conosciuto soprattutto per le sue esibizioni dal vivo, nelle quali eseguiva assoli di chitarra lunghi dieci minuti, ed anche per il rapporto che aveva con il pubblico durante le esibizioni. Durante i suoi concerti usava lanciare una lunga corda al pubblico, corda che terminava attaccata alla sua Gibson Les Paul.
Il manager ed agente europeo di Allison, Thomas Ruf, fondò la propria casa discografica nel 1994, la Ruf Records. Allison firmò per questa casa discografica e contemporaneamente firmò anche per la Alligator Records per la distribuzione americana. Il fondatore della Alligator Records, Bruce Iglauer, convinse Allison a far ritorno negli Stati Uniti. Registrò quindi l'album Soul Fixin' Man nel 1994, al quale seguì un tour negli Stati Uniti ed in Canada. Sia Allison che l'album Soul Fixin' Man conquistarono 4 W.C. Handy Awards (premio istituito dalla ONG Blues Foundation in onore del musicista blues William Cristopher Handy. Il premio ha cambiato la sua dicitura in The Blues Music Award nel 2006).
Con la James Solberg Band al suo seguito, Allison continuò instancabilmente ad andare in tour, e con la realizzazione nel 1995 di  Blue Streak guadagnò altri Handy Awards nonché una maggiore fama. Fece inoltre da presentatore ai Living Blues Awards e fu ospitato sulle copertine delle più importanti riviste di settore.
Nel mezzo del suo tour del 1997, in estate, Allison venne portato in ospedale perché accusava dolori al petto e problemi di respirazione. Sfortunatamente gli venne diagnosticato un tumore al polmone le cui metastasi si stavano ormai espandendo alla spina dorsale. Dopo un breve periodo di coma, Luther Allison morì il 12 agosto del 1997, cinque giorni prima del suo 58º compleanno. Il suo album Reckless venne pubblicato poco tempo dopo la sua morte. Nel 1998 il suo nome è stato inserito postumo nella Blues Hall of Fame.
Luther Allison è sepolto nel Washington Memory Gardens Cemetery a Homewood, Illinois.
Oltre ad essere considerato egli stesso un chitarrista molto importante per il genere blues, anche il figlio Bernard (nato nel 1965) ha seguito le orme del padre ed è anch'egli un chitarrista blues.
Nel 2017 è stato pubblicato un cofanetto che celebra il ventesimo anniversario della scomparsa di questo maestro del blues. Disponibile sia nella versione con 10 LP (numerata e limitata a 1000 esemplari) che con 7 cd (numerata e limitata a 1500 esemplari), entrambe contengono 4 DVD ed un libro di 88 pagine scritto da Art Tipaldi, con la storia dell'artista, i commenti dei suoi amici e collaboratori, così come molte foto rare e private. Questa raccolta contiene gli album essenziali che Luther ha registrato dopo i suoi anni Motown. I numerosi filmati presenti sui DVD comprendono concerti del 1997 (Live in Paradise e Zoo Bar), del 1991 (un concerto in Germania dove Luther suona accanto a suo figlio Bernard) e del 1987 (uno spettacolo da Berlino Est).

## Discografia
- 1969 - Love Me Mama (Delmark)
- 1973 - Bad News Is Coming (Motown)
- 1974 - Luther's Blues (Motown)
- 1975 - Night Life (Gordy)
- 1977 - Love Me Papa (Evidence)
- 1979 - Gonna Be a Live One in Here Tonight (Rumble)
- 1979 - Power Wire Blues (Charly)
- 1979 - Live in Paris (Platinum, ristampato nel 2001 dalla Ruf Records)
- 1979 - Live (Blue Silver)
- 1983 - Southside Safari (M.I.L. Multimedia)
- 1984 - Lets Have a Natural Ball (JSP)
- 1984 - Life Is a Bitch (Encore!)
- 1985 - Here I Come (Encore!)
- 1987 - Serious (Blind Pig)
- 1994 - Soul Fixin' Man (Alligator)
- 1994 - Bad Love (Ruf Records)
- 1995 - Blue Streak (Alligator, Europe: Ruf Records)
- 1995 - Time (Buda)
- 1996 - Rich Man (Ruf Records)
- 1996 - Live '89 (Ruf Records)
- 1996 - Rick Moon (RFR)
- 1996 - Live In Montreux (Ruf Records)
- 1997 - Reckless (Alligator, Europe: Ruf Records)
- 1999 - Live in Chicago (Alligator, Europe: Ruf Records)
- 2001 - Hand Me Down My Moonshine (Ruf Records)
- 2001 - Live In Paradise, DVD (Ruf Records)
- 2002 - Pay It Forward (Ruf Records)
- 2017 - A Legend Never Dies, Essentials Recordings 1976-1997 (Ruf Records)